# Basse-Terre (eiland)
Basse-Terre is het grootste eiland van het Franse overzeese departement Guadeloupe. Op het eiland ligt het gelijknamige Basse-Terre, de hoofdstad van Guadeloupe. In 2019 werd het eiland door 182.271 mensen bewoond.

## Algemeen
Basse-Terre is het westelijke eiland van Guadeloupe. Het is gescheiden van het eiland Grande-Terre door de Salée-rivier. Beide eilanden vormen de kern van Guadeloupe. Het eiland is van vulcanische oorsprong. De actieve vulkaan La Grande Soufrière is het hoogste punt van het eiland met 1,467 meter. Het binnenland bestaat uit tropisch regenwoud en is beschermd als het Nationaal Park Guadeloupe.
De bevolking bestaat grotendeels uit Afro-Caribische mensen met een minderheid van Hindoestanen.

## Geschiedenis
Basse-Terre werd oorspronkelijk bewoond door Cariben die het eiland Karukera (eiland met mooie water) noemden. In 1493 werd het ontdekt door Columbus. De Spanjaarden hebben het eiland verschillende malen proberen te koloniseren maar werden verdreven door de Cariben.
In 1635 stichtten Léonard de l’Olive en Jean Duplessis d’Ossonville een kolonie op Basse-Terre. Vieux-Habitants werd als eerste nederzetting gesticht. In 1643 werd Basse-Terre gesticht en werd de hoofdplaats van de kolonie. In 1644 werden plantages gesticht op het eiland, en werden slaven uit Afrika gehaald. Eerst waren er ook koffie, cocoa, en indigo-plantages, maar later werd suikerriet de basis van de economie. In de jaren 1650 werd oorlog gevoerd tegen de Cariben, maar in 1660 werd een vredesverdrag gesloten.
In 1674 werd Guadeloupe een kroonkolonie. In 1759 werd Basse-Terre door het Verenigd Koninkrijk veroverd. Het eiland zou verschillende keren van handen wisselen tussen Frankrijk en Verenigd Koninkrijk, maar werd in 1816 definitief toegewezen aan Frankrijk. In 1848 werd de slavernij afgeschaft. In 1946 werd het een overzees departement. In 1976 werden 72.000 mensen in het zuiden van Basse-Terre geëvacueerd vanwege een uitbarsting van La Grande Soufrière. De uitbarsting was minder dramatisch dan verwacht.

## Gemeenten
Het eiland Basse-Terre is onderverdeeld in de volgende gemeenten:
- Baie-Mahault
- Baillif
- Basse-Terre (hoofdstad)
- Bouillante
- Capesterre-Belle-Eau
- Deshaies
- Gourbeyre
- Goyave
- Lamentin
- Petit-Bourg
- Pointe-Noire
- Saint-Claude
- Sainte-Rose
- Trois-Rivières
- Vieux-Fort
- Vieux-Habitants

## Bezienswaardigheden
- Bains Jaunes, warmwaterbronnen

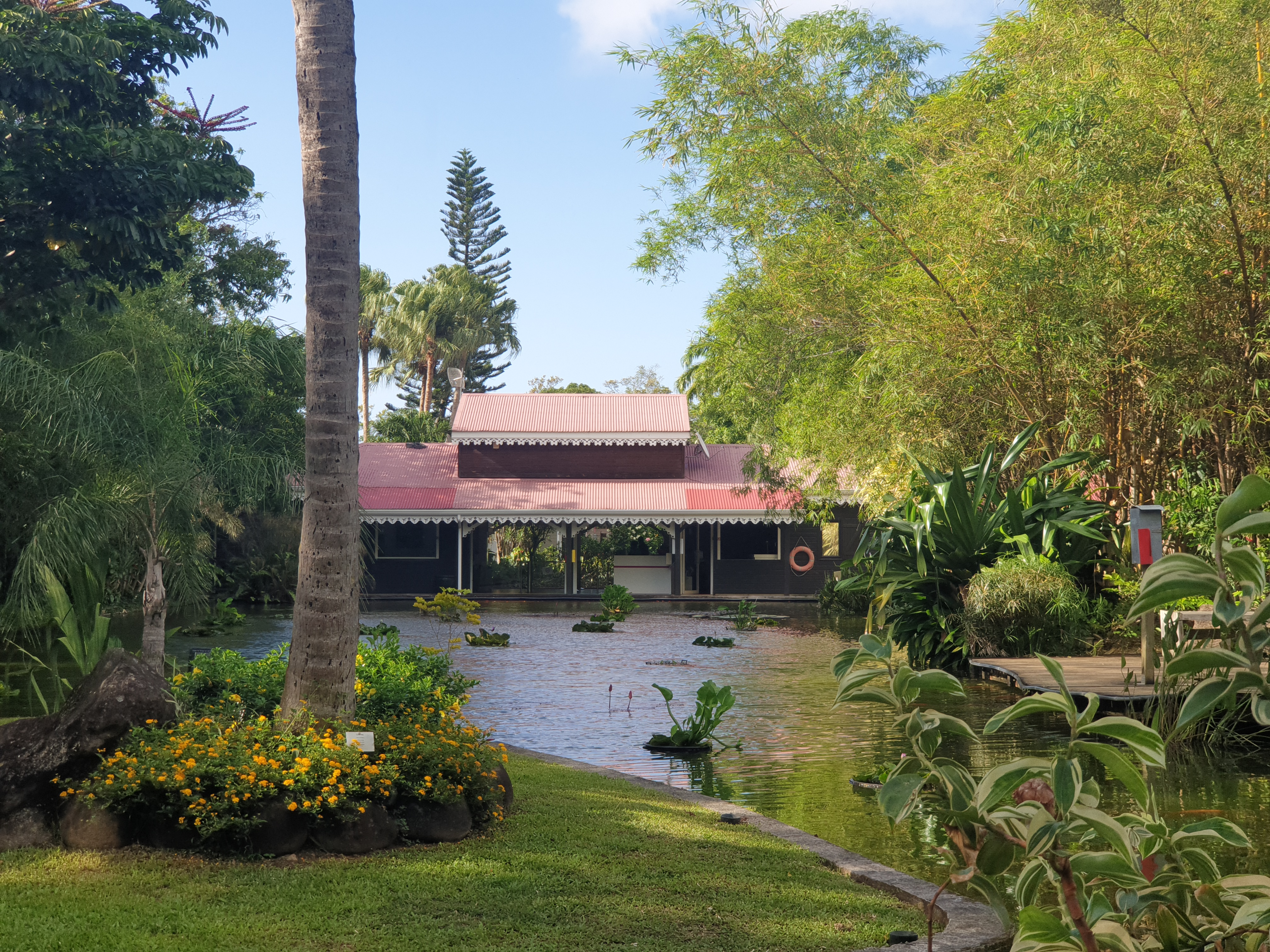
Jardin Botanique de Deshaies

- Chutes du Carbet, drie watervallen
- Fort Delgrès, Fort in Basse-Terre dat bekend is door het verzet van Louis Delgrès tegen de herinvoering van slavernij door Napoleon.[10]
- Grande Anse, langste strand van Guadeloupe[11]
- Îlets Pigeon, eiland voor de kust dat een populaire duikplek is en beschermd is als Réserve Cousteau.[12]
- Jardin Botanique de Deshaies, botanische tuin
- Plage de Clugny, strand in het noorden van Basse-Terre
- Zoo de Guadeloupe, dierentuin

## Galerij

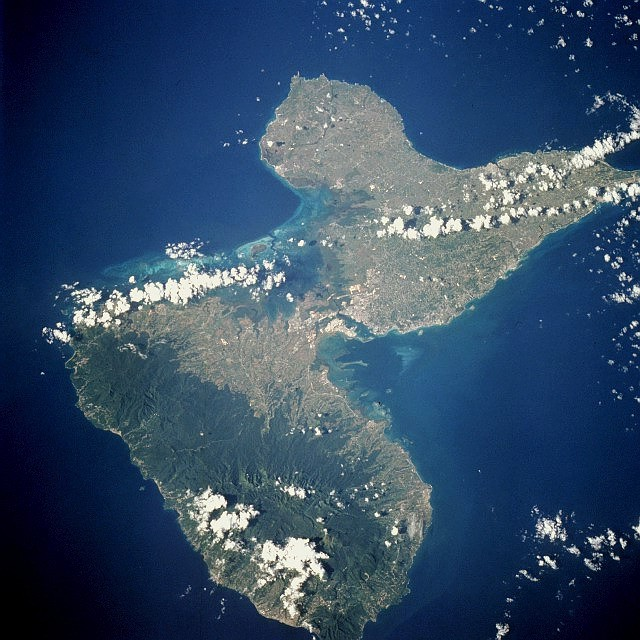
Basse-Terre onderaan
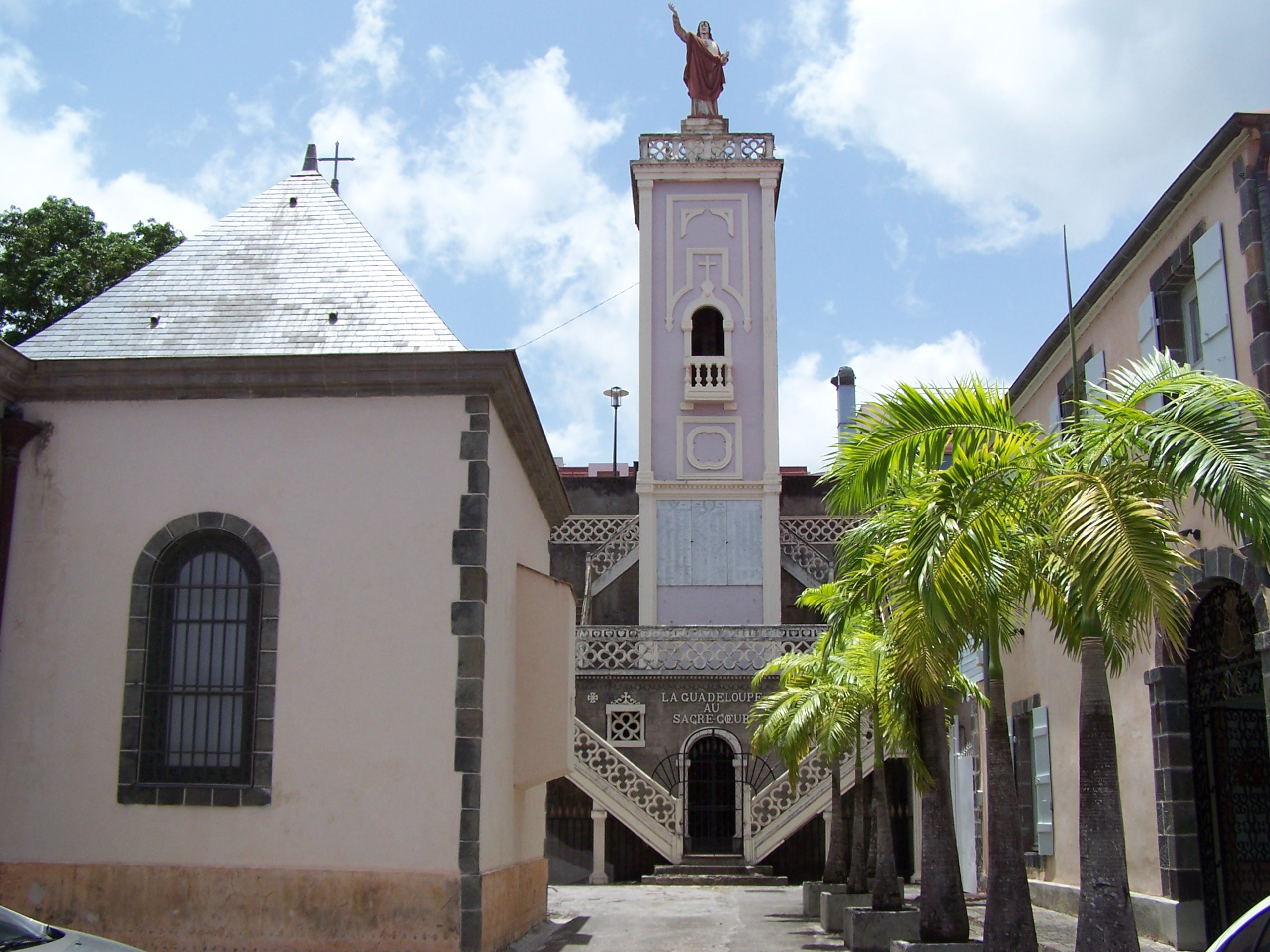
Kerk in Basse-Terre
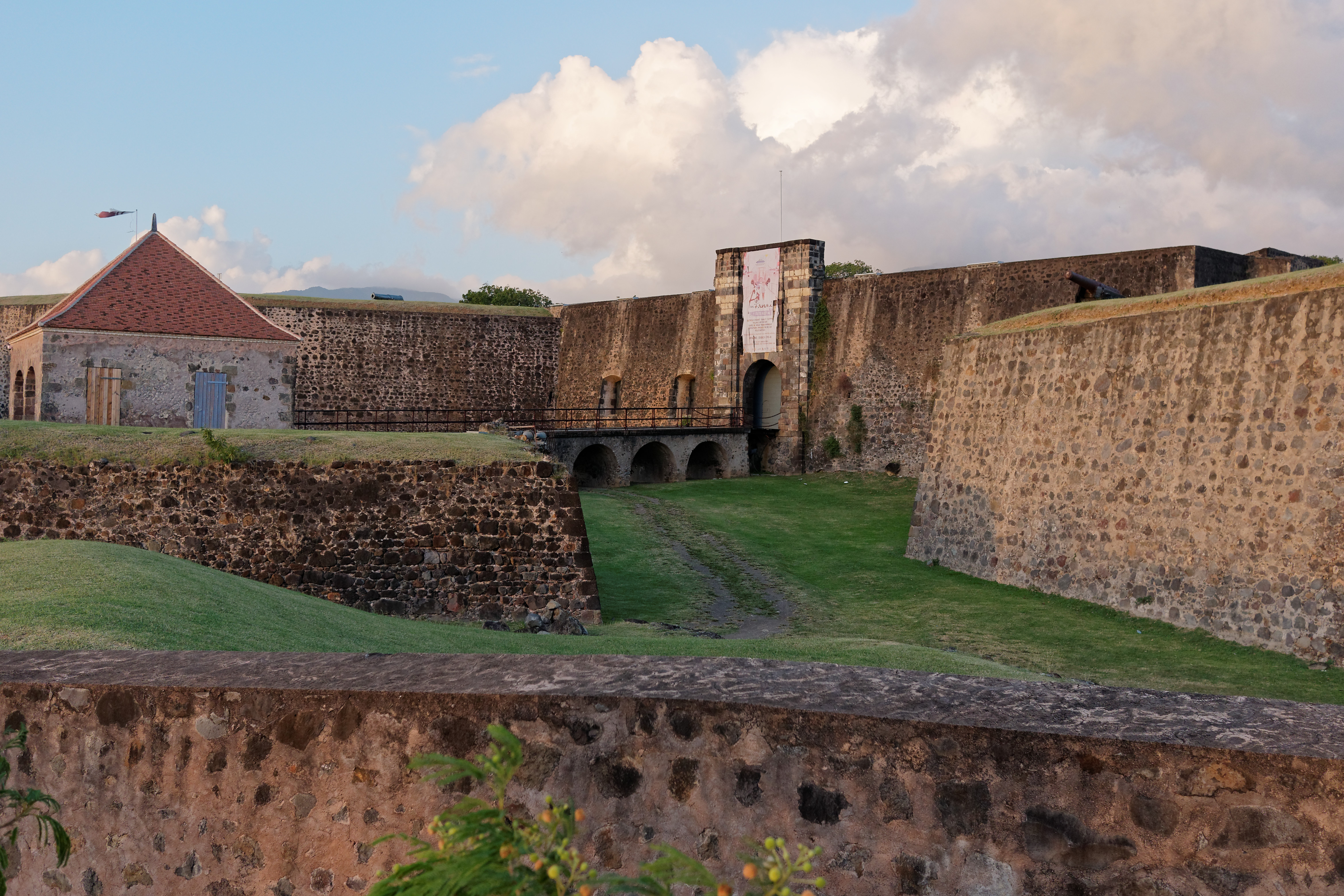
Fort Delgrès
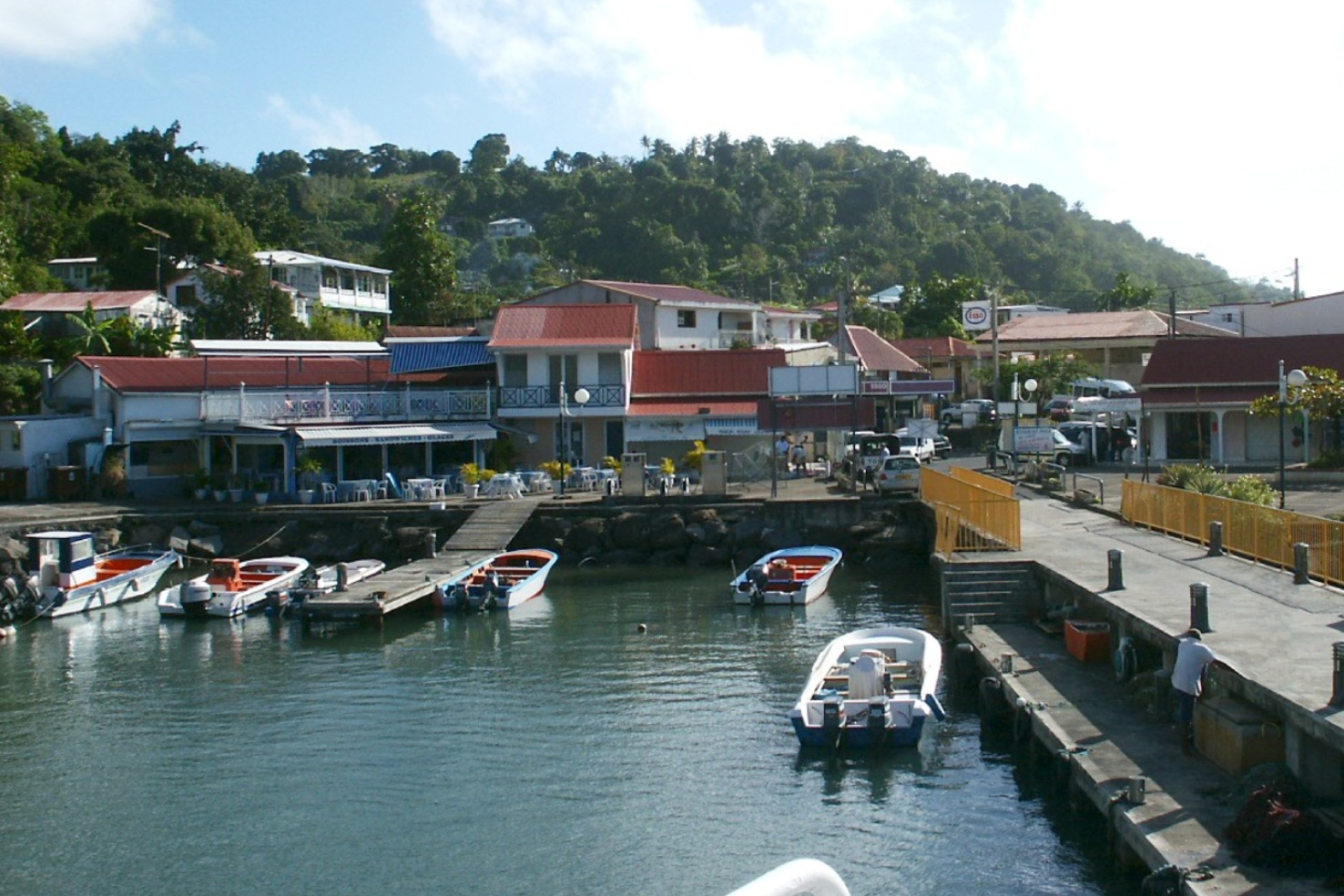
Haven van Trois-Rivières

- Virtual International Authority File: 315125889

Basse-Terre (Îlets Pigeon) · Grande-Terre (Îlet du Gosier) · Îles des Saintes (Îlet à Cabrit · Grand-Îlet · Terre-de-Bas · Terre-de-Haut) · La Désirade (Îles de la Petite-Terre) · Marie-Galante